# Joseph Fischer
Anton Joseph Fischer, född 1780 i Wien, död den 9 oktober 1862 i Mannheim, var en tysk operasångare. Han var son till Ludwig Fischer. 
Fischer, som var en berömd bassångare, var från 1810 till 1818 engagerad vid hovteatern i Berlin. Han uppträdde därefter på flera av Europas främsta teatrar med utomordentlig framgång. Han komponerade flera häften sånger.